# Stranvaesia
Genre
Classification phylogénétique
Stranvaesia  (Les stranvaesias) est un genre de plantes à fleurs de la famille des Rosaceae et de la sous-famille des Maloideae. Ce sont des arbustes morphologiquement assez similaires aux photinias et parfois même inclus dans ce genre.

## Liste des espèces
- Stranvaesia amphidoxa (syn. Photinia amphidoxa)
- Stranvaesia davidiana (syn. Photinia davidiana)
- Stranvaesia nussia (syn. Photinia nussia)
- Stranvaesia oblanceolata
- Stranvaesia tomentosa (syn. Photinia tomentosa)